# Snašići
Snašići is een plaats in de gemeente Sveta Nedelja in de Kroatische provincie Istrië. De plaats telt 70 inwoners (2001).